# Meine Familie
Meine Familie (Alternativtitel: Meine verrückte Familie; Originaltitel: My Family, Mi Familia) ist ein US-amerikanisches Filmdrama von Gregory Nava aus dem Jahr 1995.

## Handlung
Erzählt wird die Geschichte vom ältesten Sohn der Familie, Paco. Der Film beginnt damit, dass der Vater der Familie, José Sanchez, eine einjährige Reise zu Fuß von Mexiko nach Los Angeles unternimmt. Er reist nach Los Angeles, um einen entfernten Verwandten namens El Californio zu treffen, der in der Stadt geboren wurde, als sie noch zu Mexiko gehörte.[clarification needed] Sie werden schnell Freunde und bauen gemeinsam eine Maisfarm auf. Nach einigen Jahren steht El Californio jedoch kurz vor dem Tod. Kurz vor seinem Tod sagt El Californio, dass er folgendes auf seinen Grabstein geschrieben haben möchte:
Als ich hier geboren wurde, war dies Mexiko, und wo mein Körper liegt, ist immer noch Mexiko.
José trifft und heiratet die Liebe seines Lebens, María, eine amerikanische Staatsbürgerin. Nachdem María von der US-Bundesregierung in einer Massenabschiebung illegal nach Mexiko deportiert wird, schafft sie es zwei Jahre später über eine lange und beschwerliche Reise zurück nach Los Angeles, wo sie mit ihrem neuen Sohn Chucho heimkehrt.
Zwanzig Jahre später, 1958 oder 1959,[clarification needed] heiratet die älteste Tochter Irene. Chucho und Paco sind erwachsen geworden. Neu in der Familie sind Toni, Guillermo „Memo“ und Bruder Jimmy.
Der Film beginnt nach der Hochzeit an Fahrt zu gewinnen, als eine Reihe von Ereignissen Chuchos Schicksal besiegelt. Eines Abends in einem Tanzlokal tanzt Chucho mit seiner Freundin, als sein Rivale Butch Mejia beginnt, ihn zu belästigen. Es kommt zu einem blutigen Messerkampf zwischen den beiden, bei dem Chucho ihn versehentlich tötet. Nach diesem Vorfall ist Chucho auf der Flucht vor der Polizei. Eines Nachts, als Jimmy mit seinen Freunden Ball spielt, wird Chucho vom LAPD direkt vor Jimmys Augen erschossen. Andere Familienmitglieder erfahren von Chuchos Tod, als sie Schüsse hören und zu einer nahe gelegenen Straße eilen. Als ein Krankenwagen eintrifft, um Chuchos leblosen Körper abzutransportieren, erzählt Paco, dass Chuchos ganzes Leben nur noch eine Frage der Zeit gewesen sei.
Die dritte Generation, die weitere zwanzig Jahre später in den 1970er Jahren spielt, sieht sich mit Situationen wie Akkulturation, Assimilation und vergangenen Problemen der Familie konfrontiert.
Jimmy beendet eine Zeit im Gefängnis und kehrt nach Hause zurück. Es wird enthüllt, dass Jimmy nach Chuchos Tod vor 20 Jahren ein wütender Mann wurde, der in seine Fußstapfen trat und wie er ein Flüchtling wurde. Eines Tages besucht Toni das Haus der Sanchez und verblüfft ihre Eltern mit der Nachricht, dass sie nicht länger eine Nonne ist und einen Priester namens David Ronconi geheiratet hat. Toni und David engagieren sich in der Hilfe für politische Flüchtlinge. Als sie herausfinden, dass ein salvadorianischer Flüchtling, Isabel, zur Zielscheibe eines Mordes geworden ist und zur Abschiebung zurück nach El Salvador festgehalten wird, überzeugt Toni Jimmy, sie zu heiraten, damit sie in den USA bleiben kann.
Jimmy sträubt sich gegen die Idee, ein verheirateter Mann zu sein; doch Isabel fühlt sich langsam heimisch und Jimmy hat keine andere Wahl, als sie bei sich wohnen zu lassen. Als Jimmy an seinem Auto arbeitet und dabei „I’m Your Puppet“ hört, kommt Isabel auf ihn zu und ändert die Musik im Kassettenspieler. Sie versucht, ihn dazu zu bringen, mit ihr auf der Straße zu tanzen. Zuerst will er nicht, aber schließlich gelingt es ihr, ihm einige Schritte beizubringen. Er fragt sie am Ende des Liedes: „Bringst du mir Salsa bei?“ Es ist der Punkt, an dem Jimmy Isabel endlich in sein Herz lässt und an dem sie beide verstehen, dass sie, obwohl andere Menschen sie nicht verstehen, nun wissen, wer sie zusammen wirklich sind.
Isabel wird schwanger, stirbt aber leider nach der Geburt des gemeinsamen Sohnes Carlitos. Wütend greift Jimmy den Arzt an, den er für ihren Tod verantwortlich macht, bricht in einen Laden ein und wird ins Gefängnis geworfen, wo er seinen Sohn seinen Eltern überlässt. Als Jimmy aus dem Gefängnis kommt, will er zunächst nichts mit seinem Sohn zu tun haben, der ein temperamentvolles, aber problematisches Kind ist. Als Jimmy seinen Sohn endlich sieht, ist er voller Freude und will sich sofort um ihn kümmern. Allerdings hasst ihn sein Sohn, der glaubt, sein richtiger Vater sei ein Viehzüchter, der in Texas lebt. Nachdem Jimmy beschließt, sein Leben zum Wohle seines Sohnes zu ändern, nimmt Carlitos ihn auf und zieht mit ihm nach Texas.
Der Film endet mit Jose und Maria, die in Erinnerungen an ihre Vergangenheit schwelgen, als Jose sagt: „Gott war gut zu uns, wir hatten sehr viel Glück, und unser Leben war sehr...sehr gut“ und die Kamera schwenkt auf eine Aufnahme von Los Angeles.

## Kritiken
James Berardinelli schrieb auf ReelViews, der Film berühre das Publikum, das genauso zum Lachen wie auch zum Weinen gebracht würde. Der Regisseur Gregory Nava habe eine „klare Vision“, jede Szene habe „Bedeutung“, die Handlung sei „solide konstruiert“.
Roger Ebert verglich den Film in der Chicago Sun-Times vom 3. Mai 1995 mit einem Familientreffen. Er zeige die Geschichte der Familie Sanchez in einer epischen Breite, genauso in den guten wie auch in den schlechten Zeiten, die in „erstaunlich schönen“ („startling beauty“) Bildern erzählt würde.

## Auszeichnungen
Ken Diaz und Mark Sanchez wurden im Jahr 1996 für das beste Make-up für den Oscar nominiert. Jimmy Smits und Jennifer López wurden 1996 für den Independent Spirit Award nominiert. Jonathan Hernandez gewann 1996 den Young Artist Award.
Gregory Nava gewann im Jahr 1995 den NCLR Bravo Award. Er gewann außerdem 1995 einen Preis des San Sebastián International Film Festivals und wurde für einen weiteren Preis des Festivals nominiert. Der Film wurde 1995 für den Casting Society of America Award nominiert.
Der Film wurde 2024 in das National Film Registry aufgenommen.

## Hintergrund
Der Film wurde in Los Angeles, in Agoura Hills (Kalifornien) und in Mexiko gedreht. Seine Produktionskosten betrugen schätzungsweise 5,5 Millionen US-Dollar. Der Film spielte in den Kinos der USA ca. 11,08 Millionen US-Dollar ein.